# Mira qui parla ara
 Mira qui parla ara  (original: Look Who's Talking Now) és una pel·lícula estatunidenca de Tom Ropelewski produïda i estrenada el 1993. Ha estat doblada al català.

## Argument
Els dos fills de la família Ubriacco han crescut i parlen, prou per demanar un gos per a Nadal. Els seus pares, Mollie –que s'ha quedat sense feina i es passa el dia a casa- i James – que treballa com a pilot privat per una atractiva executiva, Samantha, que l'acosa - n'aconseguiran dos: Rocks, un gos petaner salvat del dipòsit i Daphné, una caniche refinada pertanyent a Samantha, l'emprenedora cap de James.
Després de l'èxit dels dos anteriors lliuraments (Mira qui parla, Mira qui parla també), en aquesta tercera part, en un atac de creativitat, els guionistes van decidir incorporar dos gossos oposats en total, Rocks i Daphné que, per descomptat, també parlen.

## Repartiment
- John Travolta: James Ubriacco
- Kirstie Alley: Mollie Ubriacco
- David Gallagher: Mikey Ubriacco
- Tabitha Lupien: Julie Ubriacco
- Lysette Anthony: Samantha
- Olympia Dukakis: Rosie
- George Segal: Albert
- John Stocker: Sol
- Elizabeth Leslie: Ruthie
- Danny DeVito: Rocks (veu)
- Diane Keaton: Daphné (veu)